# Ars poetica (Horatius)
Ars Poetica (även känd som "Poesins konst", Epistula Ad Pisones, eller "Brev till Piso") var en avhandling om poesi av Horatius som publicerades ungefär år 18 f.Kr. Den översattes till engelska av Ben Jonson. Tre citat är speciellt anknutna till verket:
- "In medias res", eller "i sakens mitt"; detta beskriver en populär berättarteknik som ofta återkommer i epiker och är populär än idag.[3]

- "Bonus dormitat Homerus" eller "goda Homeriska nickar"; en indikation om att även de skickligaste poeter kan göra kontinuitetsmisstag.[3]

- "Ut pictura poesis", eller "såsom målning är, så är poesi", med vilket Horatius menade att poesi (i sin bredaste tolkning, "uppdiktade texter") krävde samma noggranna tolkning som var förbehållet måleriet under hans tid.[3]

Verket är också viktigt för dess diskussion om principen om dekorum.